# 蒂亞戈·蒙泰羅 (網球運動員)
蒂亞戈·莫拉·蒙泰羅（葡萄牙語：Thiago Moura Monteiro，1994年5月31日—），巴西男子職業網球運動員。2016年5月8日，他在法國普罗旺斯地区艾克斯贏得了個人職業生涯的首個ATP挑戰賽冠軍。

## 外部連結
- 蒂亞戈·蒙泰羅（英文/西班牙文）的官方資料
- 蒂亞戈·蒙泰羅 (網球運動員)的國際網球總會 職業／青少年 官方資料（英文）